# Врнчани (Горњи Милановац)
Врнчани је насеље у Србији у општини Горњи Милановац у Моравичком округу. Према попису из 2022. било је 224 становника. Од Горњег Милановца удаљено је 10 км и на путу је за Љиг. Налази се на надморској висини од 450 до 500 м и на површини од 984 ха.

## Историја
Име Врнчани први пут се помиње у турском попису 1525. године. По предању, име је добило по опанцима „врцанима” који су у том селу масовно израђивани. Ово село је опустело пред најездом Турака. Наново је насељено у периоду од 1700. до 1750. године када су дошли досељеници из Старог Влаха, Црне Горе и ужичког краја.
Село је припадало општини Таково, парохији цркве у селу Љутовници, а школу је имало у селу. Сеоска слава је први дан Тројица. Трећи дан Тројица одржава се сеоски вашар „код школе”.
У ратовима у периоду од 1912. до 1918. године село је дало 173 ратника. Погинуло их је 113 а 60 је преживело.

## Демографија
У пописима село је 1910. године имало 759 становника, 1921. године 696, а 2002. године тај број је спао на 303.
У насељу Врнчани живи 343 пунолетна становника, а просечна старост становништва износи 48,5 година (47,1 код мушкараца и 50,0 код жена). У насељу има 130 домаћинстава, а просечан број чланова по домаћинству је 2,95.
Ово насеље је великим делом насељено Србима (према попису из 2002. године), а у последња три пописа, примећен је пад у броју становника.
|  |

| Демографија | Демографија | Демографија |
| Година      | Становника  | Становника  |
| ----------- | ----------- | ----------- |
| 1948.       | 864         |             |
| 1953.       | 850         |             |
| 1961.       | 736         |             |
| 1971.       | 637         |             |
| 1981.       | 586         |             |
| 1991.       | 484         | 484         |
| 2002.       | 383         | 383         |
| 2011.       | 330         |             |

| Етнички састав према попису из 2002.‍ | Етнички састав према попису из 2002.‍ | Етнички састав према попису из 2002.‍ | Етнички састав према попису из 2002.‍ | Етнички састав према попису из 2002.‍ |
| ------------------------------------ | ------------------------------------ | ------------------------------------ | ------------------------------------ | ------------------------------------ |
|                                      |                                      |                                      |                                      |                                      |
| Срби                                 | Срби                                 |                                      | 376                                  | 98,17%                               |
| Црногорци                            | Црногорци                            |                                      | 2                                    | 0,52%                                |
| Словенци                             | Словенци                             |                                      | 1                                    | 0,26%                                |
| Бугари                               | Бугари                               |                                      | 1                                    | 0,26%                                |
| Југословени                          | Југословени                          |                                      | 1                                    | 0,26%                                |
| непознато                            | непознато                            |                                      | 1                                    | 0,26%                                |

| Година пописа     | 1948. | 1953. | 1961. | 1971. | 1981. | 1991. | 2002. |
| ----------------- | ----- | ----- | ----- | ----- | ----- | ----- | ----- |
| Број домаћинстава | 164   | 167   | 171   | 170   | 156   | 143   | 130   |

| Број чланова      | 1  | 2  | 3  | 4  | 5  | 6 | 7 | 8 | 9 | 10 и више | Просек |
| ----------------- | -- | -- | -- | -- | -- | - | - | - | - | --------- | ------ |
| Број домаћинстава | 25 | 42 | 21 | 20 | 10 | 6 | 3 | 3 | 0 | 0         | 2,95   |

| Пол    | Укупно | Неожењен/Неудата | Ожењен/Удата | Удовац/Удовица | Разведен/Разведена | Непознато |
| ------ | ------ | ---------------- | ------------ | -------------- | ------------------ | --------- |
| Мушки  | 175    | 57               | 102          | 8              | 7                  | 1         |
| Женски | 178    | 29               | 103          | 43             | 3                  | 0         |
| УКУПНО | 353    | 86               | 205          | 51             | 10                 | 1         |

| Пол    | Укупно                    | Пољопривреда, лов и шумарство | Рибарство                            | Вађење руде и камена | Прерађивачка индустрија       |
| ------ | ------------------------- | ----------------------------- | ------------------------------------ | -------------------- | ----------------------------- |
| Мушки  | 102                       | 51                            | 0                                    | 0                    | 31                            |
| Женски | 69                        | 41                            | 0                                    | 0                    | 17                            |
| УКУПНО | 171                       | 92                            | 0                                    | 0                    | 48                            |
| Пол    | Производња и снабдевање   | Грађевинарство                | Трговина                             | Хотели и ресторани   | Саобраћај, складиштење и везе |
| Мушки  | 1                         | 3                             | 4                                    | 0                    | 6                             |
| Женски | 0                         | 1                             | 3                                    | 3                    | 0                             |
| УКУПНО | 1                         | 4                             | 7                                    | 3                    | 6                             |
| Пол    | Финансијско посредовање   | Некретнине                    | Државна управа и одбрана             | Образовање           | Здравствени и социјални рад   |
| Мушки  | 0                         | 3                             | 0                                    | 1                    | 0                             |
| Женски | 0                         | 0                             | 0                                    | 2                    | 0                             |
| УКУПНО | 0                         | 3                             | 0                                    | 3                    | 0                             |
| Пол    | Остале услужне активности | Приватна домаћинства          | Екстериторијалне организације и тела | Непознато            | Непознато                     |
| Мушки  | 0                         | 0                             | 0                                    | 2                    | 2                             |
| Женски | 2                         | 0                             | 0                                    | 0                    | 0                             |
| УКУПНО | 2                         | 0                             | 0                                    | 2                    | 2                             |

### Познати становници
- Иринеј Ковачевић

## Основне карактеристике рељефа
Територија општине Горњи Милановац налази се у југозападном делу Шумадије. У морфолошком смислу општина представља углавном јужну подгорину Ваљевских планина. Највећи део општине је смештен у сливу Дичине (слив Западне Мораве), а мањи делови припадају сливовима Груже на југоистоку и Качера на северу (слив Колубаре). Гребеном Рудник-Сувобор општина је раздељена на мањи северни и знатно већи јужни део, а гребеном Рудник-Вујан на већи западни и мањи источни део. Подгорински простор Рудника, Сувобора, Маљена и Вујна познат је као таковски крај, који је у 19. веку припадао Рудничкој нахији.
острвица
У геолошкој прошлости овај простор је представљао низ абразионих површи, које су посредством низа различитих ендогених и егзогених агенаса у постјезерској фази уобличили данашњи рељеф овог подручја. Данашњи рељеф резултат је комбинованог дејства тектонских покрета и флувијалне ерозије. Тектонски покрети су условили динамику терена, изражену тектонским узвишењима. Ерозиони процеси модификовали су терен, тако да се првобитни тектонски облици не јављају непосредно у цртежима рељефа.
Подручје општине Горњи Милановац припада пределу највиших шумадијских планина и њиховој подгорини. Према морфолошким особинама издвајају се две различите зоне: 1) Планински обод јужних подгорина планине Маљена и Сувобора и југозападне подгорине Рудника, 2) Североисточне и северне падине Јешевца и Вујна, које уоквирују централно-котлински део, односно Таковску жупу. Безброј малих и неколико већих водених токова дренира овај предео, који је пресечен уским и дубоким долинама, усецима и вододеринама.
Нижи део терена (условно нижи, до 500м) заузима централни део општине Горњи Милановац. Најниже тачке су на северу у долини Драгоља, 233 м надморске висине., на југу у долини Деспотовице 258 м надморске висине. И општински центар је лоциран у нижем делу терена, са просечном надморском висином 329 м. Поред централног дела општине, нижих терена има и у долини Каменице, на подручју атара села Прањани, Срезојевци, Леушићи и долине Груже.
Овакав карактер терена резултира не само у геолошкој грађи, већ и од интезивне тектонике која се одвија кроз цео неоген, а и после формирања наслага овог басена.
Стрмији, планински терени у ободу ове котлине изграђени су од млађих вулканских стена, чије стварање је везано за терцијар и квартар.
Рељеф Таковског краја је брдско-планински. Рашчлањен је речним долинама Каменичке реке, Чемернице, Дичине, Деспотовице и Груже. Додирује западну Србију, Шумадију, Гружу и Поморавље. Вододелнице деле територију подручја на мање предеоне целине.
Најпознатија планина читавог подручја и Шумадије је масив Рудника. Он има доминантан положај у Шумадији, због висине али и пространства Највиши врх, Велики Штурац (1 132 м), од 1965. године поводом прославе стогодишњице рођења Јована Цвијића, нашег географског великана, добио је назив Цвијићев врх. Поред њега, истичу се Средњи Штурац (1 113 м), Мали Штурац (1 058 м), Молитве (1 096 м), Паљевине (1 052 м), Марјанац (1 028 м), Увлака (958 м), Суви грмови (920 м), Велики лаз (909 м) Градина (830 м) и др.
острвица
Са ове површине, као посебан облик рељефа истиче се купасто узвишење Острвица (758 м), северозападно од насеља и планине Рудник.
На источној страни Горњег Милановца пружа се планински масив Јешевац који дубоко продире у Гружу. Осим изражених вулканских купа, деловањем спољашњих сила, вулкански масив Јешевац рашчлањен је на већи број високих врхова. Посебно се истичу: Црни врх (902 м), Безимени врх (880 м), Велики врх (766 м), Треска (735 м), Павловача (741 м), Клик (722 м) и др.
Јужно од Горњег Милановца се простире Вујан чије су падине благе изузев према западу где се стрмо спуштају према Деспотовици и са Илијаком (509 м) граде Брђанску клисуру. Највећи врх је Велики Вујан (857 м), затим следе Мали Вујан (745 м) и Клик (622 м). Вулканског је порекла и има купасти облик. Посебну естетску вредност има клисураст терен, првенствено Брђанска клисура кроз коју протиче Деспотовица и кроз коју пролази Ибарска магистрала.
Западни део подручја покривају Рајац, Сувобор и делом Маљен. Сувобор има истоимени врх Сувобор (866 м) затим следе Данилов врх (842 м), Црни врх (822 м), Мујавац (805 м), Бабина глава (787 м) и др. Од Сувобора се пружају две вододелнице, једна на исток према Руднику, између Деспотовице и Дичине на југу и Љишке реке на северу. Друга према југоистоку између слива Дичине на истоку и Чемернице на западу.
Сувобор и Маљен се знатно разликују од Рудника. Њихови врхови су нижи, огољени или прекривени младим четинарским културама, испод којих се још види земљиште и подлога. Сувобор је богат изворима и водним токовима, а карактеристично је мање присуство обрађених пољопривредних површина. Прекривен је бројним пашњацима и ливадама.
Рајац са врховима 848 м и 847 м, можемо сматрати и делом сувоборског масива или одвојено. Богат је пространим ливадама. Оне су посебно лепе пред косидбу. Врло је богат видиковцима са којих се виде далеко предели северозападно од њега. Доста стрмо се спушта према Љигу.
Најзападнији део територије захвата Прањанска котлина. Она је са севера окружена обронцима Маљена, а са југозапада падинама Каблара и Шиљковице.

## Клима
Положај општине Горњи Милановац и изражен рељеф имају утицај на карактеристике климе и условили су хладнију климу у односу на ниже пределе Шумадије и западног Поморавља.
Клима подручја је умерено-континентална. Најхладнија, хумидна клима је у пределу врхова Рудника, нешто шире око врхова Рајца и у северозападном делу Богданице. Умерено хумидна клима карактеристична је за делове Мајдана и Рудника који се налазе ближе врховима Рудника и у већем делу подручја Сувобора и Рајца. Најблажа, субхумидна клима је заступљена у делу Трудеља, Драгоља и Брђана. Благо хумидну климу имају остали делови територије. Од подручја Рудинка хладније је подручје Сувобора који је изложен северозападним струјањима ваздуха.
острвица
Вредности средње годишње температуре ваздуха крећу се од 7,2 °C до 11 °C. Средња годишња температура ваздуха у Горњем Милановцу је 9,8 °C. На врховима Рудника она износи 7,7 °C. Најнижа средња годишња температура забележена је на врху Сувобора 7,2 °C, а највишу вредност (преко 11 °C) има само део насењеног места Драгољ.
Јануар је најхладнији месец, најтполији је јули. Током лета температура прелази преко 30 °C, док се у зиму спушта и испод -18 °C.
Ветрови су веома ретки и слаби, јављају се током раног пролећа и касне јесени. Углавном дува северац у јесен и јужни ветар у пролеће. Најкишовитији месеци су мај и јун, а најмање кишовити су фебруар и март. Највише снежних падавина има у јануару и децембру.
Средња годишња висина падавина креће се од 788мм (300мнв) до 985мм (врх Рудника). Највеће средње годишње висине падавина (преко 950мм) су на самим врховима Рудника, Сувобора и Рајца. Најмање падавина (испод 800мм) падне у околини Горњег Милановаца (градско подручје, делови Велеречи и Бруснице) и у Давидовици.
Трајање снега је од 80 до 120 дана у нижим и од 160 до 200 дана у вишим пределима.
Просечна вредност релативне влажности ваздуха у Горњем Милановцу у току године износи око 77,8%. Најмања влажност је лети (69,4%), а највећа зими (85,4%).
Просечна облачност износи 96 дана годишње и јавља се, углавном, у јесен и зиму. Дневно трајање сунчевог сјаја у лето је 9,3 сати, а у зиму 2,3 сата. Просечан број сунчаних сати је 2.100 годишње.

## Хидрографија
Реке овог поручја нису велике по количини воде и површини слива. Мрежа неколико већих и многобројних мањих токова чини сливно подручје веома разуђенима, али не и довољно богатим водом. Највећа река је Каменица. Највећи број водених токова припада сливу Западне Мораве а мањи део сливу Саве.
У подручју Сувобора и Маљена протиче река Каменица која настаје на јужним падинама Дивчибара. Испод Сувобора, из Мокре пећине извире река Чемерница. Обе реке уливају се у Западну Мораву. Дичина извире у подножју Сувобора, протиче кроз Таково и улива се у Чемерницу.
На јужнима падинама Рудника, извире река Гружа која тече правцем запад-исток. Вододелница је Рудника и Јашевца. Деспотовица извире испод Рудника, на западној страни Цвијићевог врха и њен слив обухвата делове Рудника, Јешевца и Вујна. У делу Горњег Милановаца према Чачку она пробија серпентинску масу Вујна и Илијака и гради Брђанску клисуру. Испод Цвијићевог врха извире и река Јасеница која протиче у североисточном делу подручја. Драгобиљ и Качер простиру се у северном делу и припадају сливу Саве.
У подножју старих, громадних планина јавља се неколико термоминералних извора који нису много експлоатисани, мада изворишне воде показују лековита својства.
Најзначајнији термоминерални извори су: Млаковац, Сврачковци, Савинац и Барутњива Вода. У термоминералном извору Млаковац вода је сумпоровито-борно-силицијска и достиже температуру до 40 °C. Два издашна извора налазе се у Сврачковцима са температуром воде до 28 °C. Вода изворишта у Савинцу је сумпоровито-силицијско-борна, највише темературе до 25 °C. Сумпоровита вода у Брђанима достиже температуру до 15 °C.